# Vajont
Vajont (friuli nyelven Vaiont) település Olaszországban, Friuli-Venezia Giulia régióban, Pordenone megyében. Lakosainak száma 1630 fő (2023. január 1.). Vajont Maniago és Montereale Valcellina községekkel határos.

## Népesség
A település lakossága az elmúlt években az alábbi módon változott:
| Lakosok száma | 1695 | 1677 | 1630 |
|               | 2017 | 2018 | 2023 |